# Drezden
Il Drezden fu un vascello di linea russo da 74 cannoni che prestò servizio nella marina imperiale russa tra il 1813 e il 1818, e poi, ribattezzato Alejandro I, nell'Armada Española  tra il 1818 e il 1820.

## Storia
Il vascello da 74 cannoni Drezden, appartenente alla Classe Selafail, venne costruito presso il cantiere navale di Arcangelo sotto la direzione del costruttore Andrej Michajlovič Kuročkin. La nave, del dislocamento di 2.700 tonnellate, fu impostata il 10 marzo 1810, e varata il 17 luglio 1813. L'armamento si basava su 28 cannoni da 36 lb, 30 da 24 lb, e 18 da 8 lb. L'8 ottobre 1813 salpò da San Pietroburgo per raggiungere Reval in seno alla squadra navale del contrammiraglio Otto Berend von Möller. Nel 1814 e nel 1816 effettuò crociere di addestramento nel Mar Baltico. Nel 1817 trasportò truppe a Calais, in Francia, in forza alla squadra del viceammiraglio Robert Crown. In quello stesso anno da Spithead raggiunse la Spagna, dove fu venduto alla Armada Española.
Nel 1817 Antonio Ugarte y Larrazábal, figura di spicco presso la corte di re Ferdinando VII, suggerì al re di acquistare una squadra navale dall'Impero russo con il denaro, 400.000 sterline, che la Gran Bretagna si impegnava a versare alla Spagna per l'abolizione della tratta degli schiavi. Ferdinando VII scrisse personalmente allo Zar Alessandro I, e ben presto fu trovato l'accordo. Il fine ultimo della Spagna era di rafforzare l'Armada, uscita malconcia dalle guerre napoleoniche, per trasportare un potente esercito di 30.000 uomini al Rio de La Plata, con cui far cessare definitivamente i movimenti indipendentisti nel Sud America. L'atto di vendita fu firmato l'11 agosto 1817 dal Segretario di stato alla guerra Francisco de Eguía e l'ambasciatore russo alla corte di Madrid Dmitrij Pavlovič Tatishchev, e riguardava otto navi, 5 vascelli da 74 e 3 fregate da 40 cannoni, cedute al prezzo di 13.600.000 rubli (68.000.000 di reales).
La squadra navale, al comando del contrammiraglio Otto Berend von Möller che alzava la sua insegna sulla Trëch Svjatitelej, composta da cinque vascelli e una fregata, salpò da Reval il 26 settembre, incontrandosi con le altre due fregate a  Kronshtadt il 30 settembre 1817. Vicino all'isola di Oldenshom le navi incontrarono forti venti da ovest che causarono gravi danni alla nave ammiraglia. Le navi rientrarono a Reval il 10 ottobre per salpare nuovamente il giorno 16, ma nuove tempeste e forti venti costrinsero  Möller a riparare a Goteborg, partendo definitivamente per la Spagna il 4 dicembre. La navigazione nel periodo invernale inflisse ulteriori danni alle navi, tanto che dapprima si fermarono a Spithead, e poi a Portsmouth il 21 dicembre. Terminate le riparazioni le navi presero nuovamente il mare il 5 febbraio, ma la  Trëch Svjatitelej iniziò ad imbarcare acqua a una velocità di quattro-cinque pollici l'ora.
Le navi arrivarono a Cadice il 21 febbraio 1818, e vennero consegnate alla Armada il 27 febbraio.
Il 22 marzo 1819 fu nominato comandante del Drezden, rinominato Alejandro I in onore dello zar, il brigadiere Francisco Beranguer, sebbene quest'ultimo si rifiutasse di assumere il comando del vascello date le pessime condizioni in cui versava la nave. A Cadice lo Alejandro I venne incorporato nella squadra navale di Francisco Mourelle de la Rua che doveva salpare per le acque sudamericane, ma lo scoppio di una epidemia di febbre gialla decimò gli equipaggi delle navi.
Fu successivamente inviato nell'Oceano Pacifico, al comando del capitano di vascello Antonio Tiscar y Pedrosa, come parte della squadra navale del brigadiere Rosendo Porlier y Asteguieta, composta dal vascello da 74 San Telmo (nave ammiraglia), dalla fregata Prueba e dalla nave mercantile Primorosa Mariana. Le tre navi salparono da Cadice per Lima il 10 maggio 1819, mentre lo Alejandro I il 12 maggio. Quest'ultimo giunto nella acque del Brasile, poco dopo aver oltrepassato l'equatore, dovette invertire la rotta e rientrare in Spagna per gravissimi problemi all'alberatura e allo scafo. La nave ritornò a Cadice il 18 agosto, rimanendosi sino al 1820 senza mai più venire utilizzata venendo inviata presso l'Arsenale de La Carraca per esservi demolita, cosa che accadde nel 1823. In quell'anno lo Alejandro I, il Fernando VII, lo España, e il Numancia, tutte unità ex russe, vennero vendute al commerciante don Antonio García de la Vega per la cifra di 285.000 reales de vellón.

### Fonti
1. 1 2 3 4 5 6 7 8 9 10 11 12 13 14  Todoavante.
2. 1 2 3 4  Sozaev, Tredea 2010, p. 191.
3. 1 2 3  Todoavante.